# Женесс (Канах)
«Женесс» (фр. Jeunesse Canach) — люксембурзький футбольний клуб із міста Женесс, заснований 1957 року.

## Історія
Команда заснована в 1930 році під назвою «Фортуна» (Канах), але після початку Другої світової війни клуб було розформовано. Команда була відроджена в 1946 році, але в 1953 році знову розформована. В 1957 році клуб отримав свою нинішню назву.
Вперше у своїй історії команда вийшла до Національного футбольного дивізіону в сезоні 2010/11 років.

## Досягнення
- Дивізіон Пошани
  -  Чемпіон (1): 2012
  -  Срібний призер (1): 2010

## Відомі тренери
- Патрик Морер (1 липня 1998 – 30 червня 2013)
- Фернандо Гутіеррес (1 липня 2013 – 8 листопада 2013)
- Патрик Морер (в.о.) (8 листопада 2013–)